# Sädesängsfly
Sädesängsfly (Apamea sordens) är en fjärilsart som beskrevs av Hufnagel 1767. Sädesängsfly ingår i släktet Apamea och familjen nattflyn. Arten är reproducerande i Sverige. Inga underarter finns listade i Catalogue of Life.

## Bildgalleri

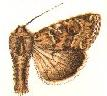
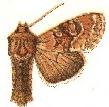
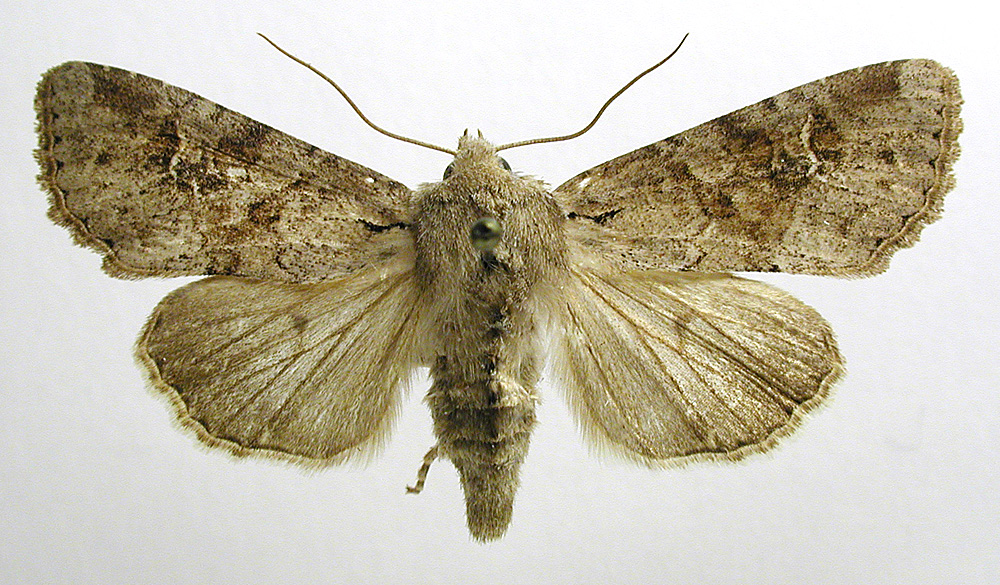
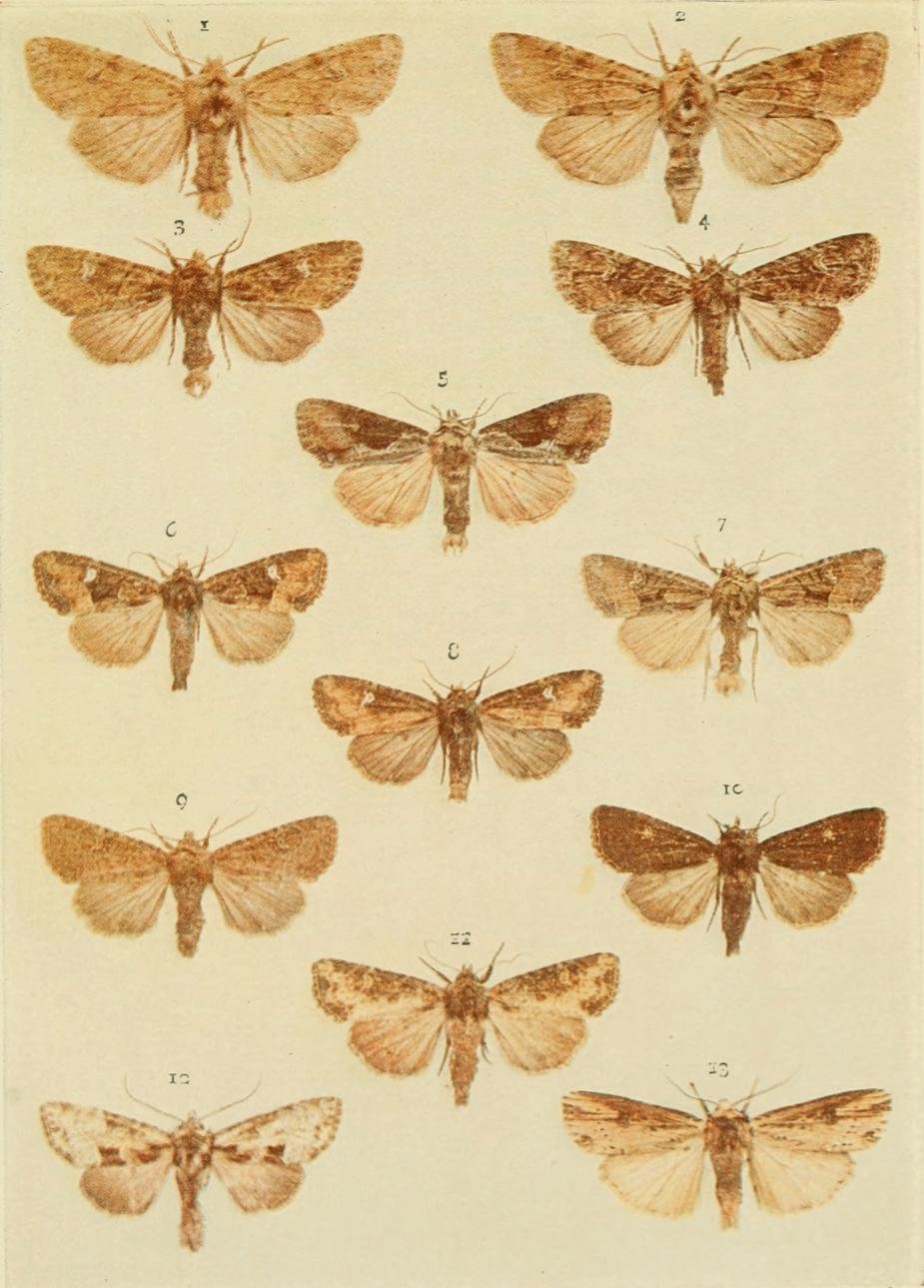